# Lixinae
Lixinae là một phân họ bọ cánh cứng trong họ Curculionidae, bao gồm phân họ Molytinae theo các cách phân loại cũ. Chúng chủ yếu ăn rễ cây, mặc dù một số loài ăn hoa hoặc noãn. Một số loài được dùng làm loài khống chế một số loài cỏ dại xâm hại như Centaurea.

## Các tông
Một số tông trong phân họ được liệt kê, tông lớn nhất là Cleonini, trước đây nó được xếp thành một phân họ riêng:
Cleonini
| - Adosomus - Afghanocleonus - Ammocleonus - Aparotopus - Aplesilus - Apleurus - Asinocleonus - Asproparthenis - Atactogaster - Bodemeyeria - Bothynoderes - Brachycleonus - Calodemas - Centrocleonus | - Chromonotus - Chromosomus - Cleonis - Cleonogonus - Cleonolithus - Cnemodontus - Coniocleonus - Conorhynchus - Cosmogaster - Curculionites - Cyphocleonus - Entymetopus - Eocleonus - Epexochus | - Ephimeronotus - Epirrhynchus - Eumecops - Eurycleonus - Georginus - Gonocleonus - Hemeurysternus - Heterocleonus - Isomerops - Koenigius - Leucochromus - Leucomigus - Leucophyes - Liocleonus | - Lixocleonus - Lixomorphus - Lixopachys - Mecaspis - Menecleonus - Mesocleonus - Microcleonus - Mongolocleonus - Monolophus - Neocleonus - Nomimonyx - Pachycerus - Pajnisoodes | - Paraleucochromus - Pentatropis - Phaulosomus - Pleurocleonus - Pliocleonus - Porocleonus - Priorhinus - Pseudisomerus - Pseudocleonus - Pycnodactylopsis - Resmecaspis - Rhabdorrhynchus - Rungsonymus | - Scaphomorphus - Stephanocleonus - Surchania - Temnorhinus - Terminasiania - Tetragonothorax - Trachydemus - Trichocleonus - Trichotocleonus - Whiteheadia - Xanthochelus - Xenomacrus - Zaslavskia |

Lixini
| - Broconius - Eugeniodecus - Eustenopus - Gasteroclisus - Hololixus - Hypolixus - Ileomus | - Lachnaeus - Larinus - Lixus - Microlarinus - Microlixus - Mycotrichus |

Rhinocyllini
- Bangasternus
- Rhinocyllus

## Hình ảnh

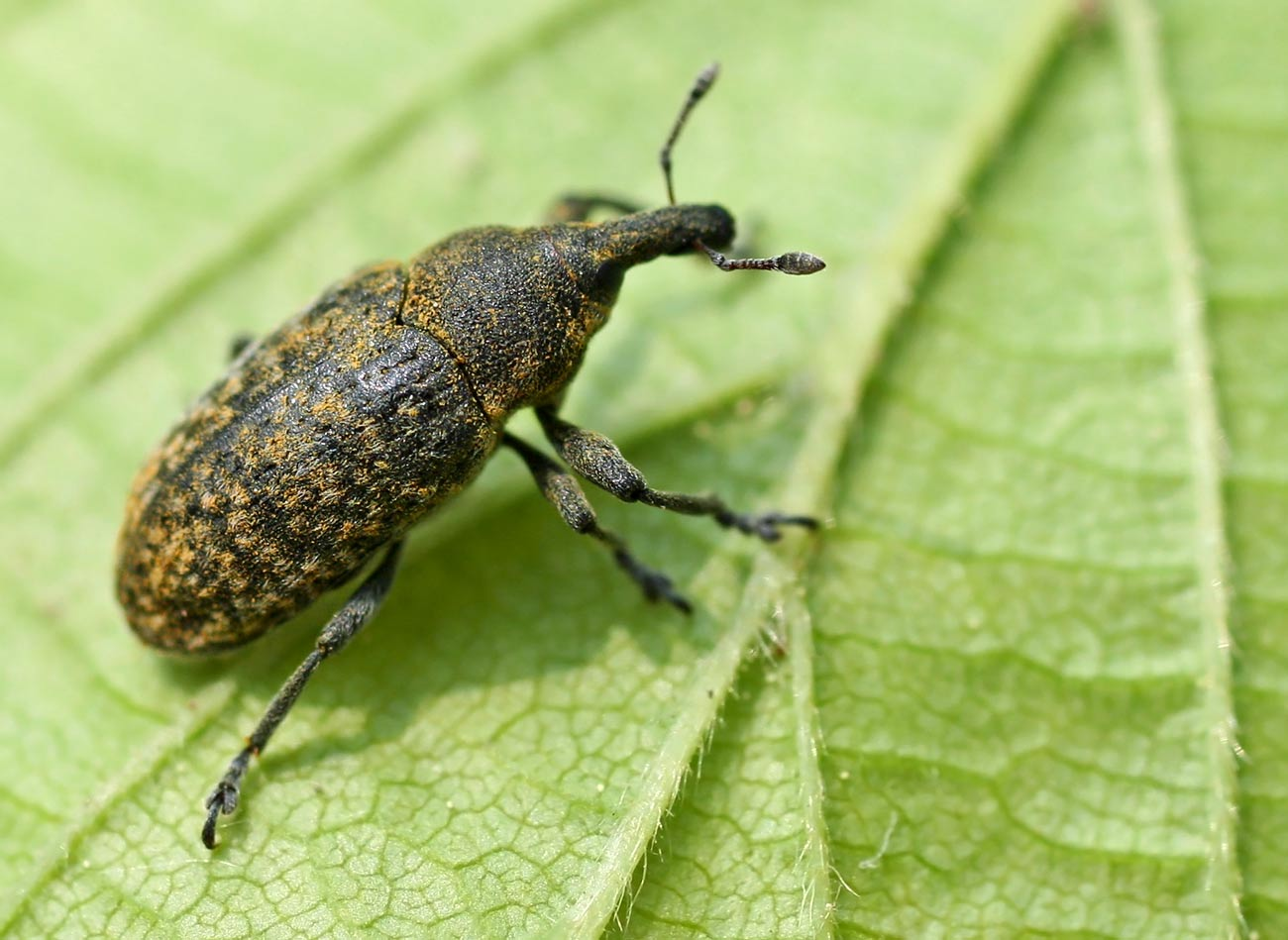
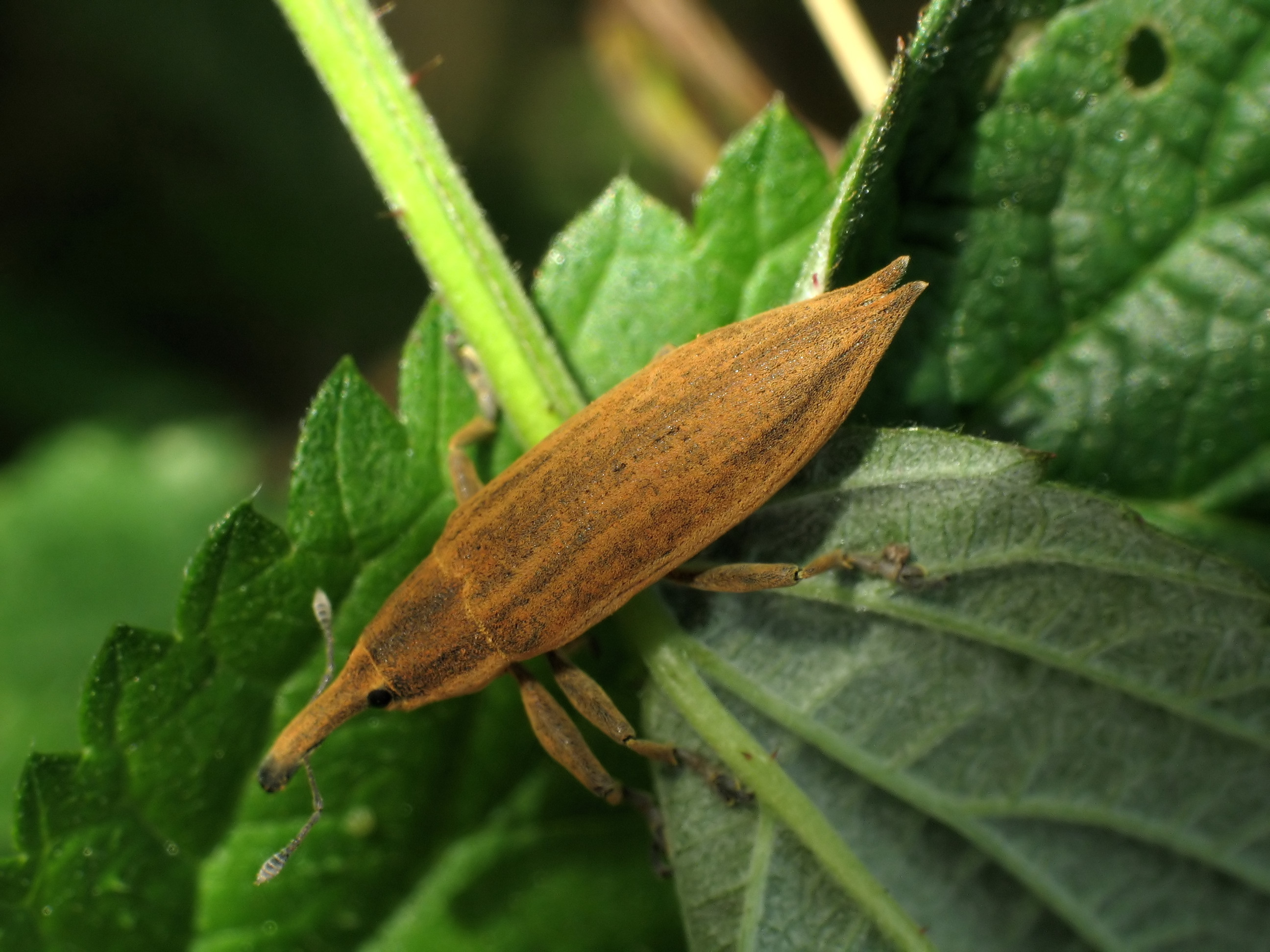